# Budai Gyula
Budai Gyula (Békéscsaba, 1963. április 2. –) magyar jogász, politikus, 2010-től országgyűlési képviselő.

## Életpályája
Középiskolai tanulmányait Nyíregyházán fejezte be a Vasvári Pál Gimnáziumban. 1982-ben nyert felvételt az Eötvös Loránd Tudományegyetem Állam- és Jogtudományi Karára, melyet 1987-ben, vagy 1989-ben végzett el (két kormányzati forrás eltérő évet közöl).
Az egyetemi diplomát követően első munkahelye a Budapesti Katonai Ügyészség volt, ahol ügyészként dolgozott, majd 1994 szeptemberétől ügyvédként dolgozik az általa vezetett Budai és Kovács Ügyvédi Irodában, ahol 2011. évi parlamenti vagyonnyilatkozata szerint 2010. december 1-től szünetelteti foglalkozását. Az ügyvédi iroda magánokirat-hamisítási ügybe is keveredett (előnytelen földtulajdon-adás-vételi csereszerződés), mely színlelt szerződéseket Budai ellenjegyezte, a Pest Megyei Főügyészség 2010 novemberi döntése alapján azonban az elévülési idő letelte miatt vádemelésre nem kerülhetett sor. Budai azzal hárította el a Parlamentben feltett újságírói kérdést, hogy nem politikusként, közszereplőként, hanem ügyvédként végezte a tevékenységét az ügyben, bíróság pedig nem állapította meg a szerződések színleltségét.

### Politikai pályafutása
Politikai pályafutása 1997-ben kezdődött, ebben az évben lépett be a Fideszbe. Az első Orbán-kormány idején jogi szakértői feladatokat látott el a Fidesz mellett. A 2002–2006 közötti Országgyűlés idején továbbra is a Fidesznek dolgozott külsős szakértőként, több országgyűlési vizsgáló bizottság munkájában részt vett. 2004-től a Magyar Gazdakörök és Gazdaszövetkezetek Szövetségének jogi képviseletét látta el. A 2005-ös budapesti gazdademonstráció egyik szervezőjeként részt vett a demonstrációs bizottság munkájában és jogi szakértőként az első Gyurcsány-kormánnyal folytatott tárgyalásokban. 2006. május 28-án Kisteleken, a MAGOSZ Országos Küldöttgyűlése szövetségi igazgatónak választotta meg. 2006 és 2010 között helyi önkormányzati képviselő a Kiskunlacházi Nagyközségi Önkormányzatban. Rövid ideig Kiskunlacháza polgármester-helyettese volt 2010-ben (Kiskunlacházi Nagyközségi Önkormányzat).
A 2010-es parlamenti választásokon a Fidesz–KDNP képviselőjeként indult a Szabolcs-Szatmár-Bereg megyei IV. választókerületben (nagykállói), ahonnan bejutott a parlamentbe, 2010. május 14-től az Országgyűlés tagja.
A második Orbán-kormányban a miniszterelnök 2010. június 11-én miniszterelnöki megbízottá nevezte ki, amely titulusban „az állami földek jogellenes elherdálásának vizsgálatával foglalkozik”, majd a második elszámoltatási és korrupció-ellenes kormánybiztosi posztot töltötte be ez év novemberétől 2012. augusztus 31-ig, Papcsák Ferencet követően. Feladata az előző szocialista kormányciklusok privatizációs és egyéb ügyleteinek vizsgálata volt. 2012 novemberében lejárt volna a megbízatása. Elszámoltatási kormánybiztosi munkája kevés eredménnyel zárult: a közel kétéves, azaz 22 hónapos kutatómunka során 1442 esetet vizsgáltak, 110 nyilvános jelentést készített, 61 esetben tett büntetőfeljelentést, amelyből 30 ügyben 2012 augusztusában még folyt a nyomozás, 7 ügyben történt meg vádemelés. A nyomozások során 47 embert gyanúsítottak meg, és 39 ellen emeltek vádat.
Tagja volt három bizottságnak, köztük további két albizottságnak: az Alkotmányügyi, igazságügyi és ügyrendi bizottságnak 2010. június 8-tól 2012. március 12-ig, ezen belül Az Alkotmányügyi, igazságügyi és ügyrendi bizottság hatáskörébe tartozó törvények végrehajtását, társadalmi és gazdasági hatását figyelemmel kísérő albizottság (Ellenőrző albizottság)nak 2010. június 28-tól 2012. március 12-ig, valamint A 2002-2010 közötti államadósság-növekedés okait vizsgáló albizottságnak 2011. szeptember 26-tól 2011. december 12-ig. Ezeken kívül bizottsági tag volt a Honvédelmi és rendészeti bizottságban 2010. december 13-ától 2012. március 5-éig és a Fogyasztóvédelmi bizottságban is. A kormány Vidékfejlesztési Minisztériumának parlamenti államtitkára 2012. március 1-jétől, Ángyán József távozása után. Ezt a tisztséget 2014 júniusáig töltötte be.
2014 augusztusában a Külgazdasági és Külügyminisztérium miniszteri biztosa lett Budai Gyula. Feladata az lett, hogy "azokért a külgazdasági lépésekért" feleljen, amelyek az oroszországi behozatali tilalomból származnak
2018. október 17-én Balog Zoltán lemondott az országgyűlési mandátumáról, és Budai Gyula kapta meg a mandátumot.

## Konfliktusok személye körül
- A két volt miniszterelnök, Gyurcsány Ferenc és Bajnai Gordon feljelentették őt a sukorói telekcsere ügyében tett 2010. július 28-ai sajtótájékoztatóján elhangzott nyilatkozataiért, személyhez fűződő jogaik megsértése miatt. Az ügy első fokon, nem jogerősen, lezárult 2012. szeptember 27-én. A bírói döntés értemében 300–300 ezer forint nem vagyoni kártérítést kell megfizetnie a két volt miniszterelnök felé, továbbá saját költségén kell elégtételt adnia több hírportálon – az [origo]-n, az Indexen, a hirado.hu-n –, valamint a jogerős ítéletet követő 15 napon belül összehívott sajtótájékoztatón kell bocsánatot kérnie a rögzített mondattal: „Bocsánatot kérek Bajnai Gordontól és Gyurcsány Ferenctől amiért azzal gyanúsítottam meg őket, hogy hamisan tanúskodtak Sukoró ügyében”. Budai a bíróságon elmondta, korábbi állításait olyan dokumentumokkal tudja bizonyítani, melyek az első fokú tárgyalások idején még titkosítottnak minősülnek.[16][17][18]
- Pert vesztett a Népszabadság című napilap ellen is, miután 2012 áprilisában keresetet nyújtott be egy március 30-i cikkük miatt. A cikk szerint Ángyán József terhelő vallomást tett Budaira, aki megtiltotta, hogy a Bükki Nemzeti Park kezelésében lévő állami tulajdonú földekre kiírt pályázatok anyagát betekintés céljából Egerből Budapestre lehessen szállítani. A per tárgyát képező korábbi állítását tanúként is megerősítette Ángyán, illetve a szintén tanúként meghallgatott Szabó Rebeka LMP-s képviselő és asszisztense is megerősítő vallomást tett. A pervesztési ítéletet a Fővárosi Törvényszék hozta meg.[19]
- Nagy belföldi vihart kavart a 2012. augusztus 10-i[20] Csongrád megyei gazdakörök fórumán tett nyilvános, kartellezést bevalló kijelentése is: „Engem és a minisztériumot azzal vádoltak meg a szocialisták, hogy kartellezünk. Kérem szépen, igen, a termelők érdekében kartelleztünk. Megmondtuk az áruházláncoknak, hogy mennyiért kell adni a dinnyét. És akkor mi a probléma? Két év alatt 11 ezer hektárról 5 ezer hektárra csökkent Magyarországon a dinnyetermő terület. Mi vissza akarjuk állítani a korábbi termőterületet, ami csak úgy lehetséges, hogy a termelő ne csak az önköltséget kapja meg, hanem legalább 15-20 százalék haszna is legyen a terméken. Engem nem érdekel, hogy a Gazdasági Versenyhivatal azt mondja, hogy én kartelleztem. És akkor mit tudnak velem csinálni? Semmit. Vagy a minisztériummal? Vagy a kormánnyal?” Tovább folytatta „Az Európai Unió háborgott emiatt, de egy lépést nem hátrálunk. Ha az uniónak nem tetszik, forduljon Strasbourghoz, vagy ahová akar!”[21] A kijelentésről hang- és videófelvétel is készült.[22][23] Később kiderült, a Gazdasági Versenyhivatal (GVH) nem jogosult a minisztériummal szemben eljárást kezdeményezni és lefolytatni, ha fenti lépését közhatalmi funkciója keretében végezte.[24]
- A bíróság első fokon elítélte Budait azért is, mert lejárató szándékkal, valótlanságokat állított Ács Sándornéról, a Kishantosi Vidékfejlesztési Központ vezetőjéről a Kishantos-ügy kapcsán. Budai olyan valótlanságokat állított, mint például hogy Ács Sándorné 600 hektárnyi állami földterületet bérelt Kishantoson és a környéken, amelyeknek bérleti díját nem fizette, illetve hogy az állítólagos hátralékkal kapcsolatos részletfizetést eszközölt ki neki Ángyán József. A bíróság 800 000 forint kártérítésre és elégtétel adására kötelezte a Budait.[25][26]
- 2018-ban azt állította, hogy Czeglédy Csaba bűnöző és Gyurcsány Ferenc rajta keresztül finanszírozza a független képviselőjelöltek, így Kész Zoltán kampányát. Czeglédy beperelte Budait személyiségi jogainak megsértéséért. Budai a pert jogerősen megnyerte.[27]
- 2014-ben elsőfokon pert nyert Juhász Ferenc volt honvédelmi miniszter ellen, aki személyiségi jogi pert indított Budai ellen annak azon kijelentése miatt, hogy a Budapesti Katonai Főügyészség eltussolta Juhász érintettségét vesztegetési ügyekben.[28]
- 2019-ben azt állította, hogy Czeglédy Csaba Kunhalmi Ágnesen keresztül finanszírozta az MSZP-t. A kijelentésért Kunhalmi beperelte, azonban Budai első és másodfokon is megnyerte a pert.[29] 2021-ben a pert Budai jogerősen megnyerte.[30]

## Családja
Budai Gyula két gyermek apja.

## Díjai, elismerései
2015. szeptember 5-én Balkány város díszpolgárává választották.